# Oldsmobile Aerotech
La Oldsmobile Aerotechs est une série de véhicules expérimentaux à grande vitesse créée entre 1987 et 1992 incorporant la dernière technologie de performance avec l'intention de briser plusieurs records de vitesse automobile. 
La première voiture de ce type a été pilotée quatre fois sur le circuit Indianapolis 500 par A. J. Foyt et a établi un record du monde (fermé au public) de 413,788 km/h le 27 août 1987 à la piste d'essai de 12,411 km près de Fort Stockton au Texas. Avant cela, le 26 août 1987, la voiture avait affiché une vitesse maximale sur un mile (1,6 km) de 431,10 km/h). La voiture se composait d'un châssis d'une « March Indycar » avec une carrosserie aérodynamique extrêmement efficace. Elle a été alimentée par une version fortement suralimentée par un turbocompresseur du moteur de 2,3 litres de la « Oldsmobile Quad 4 ».

## Description

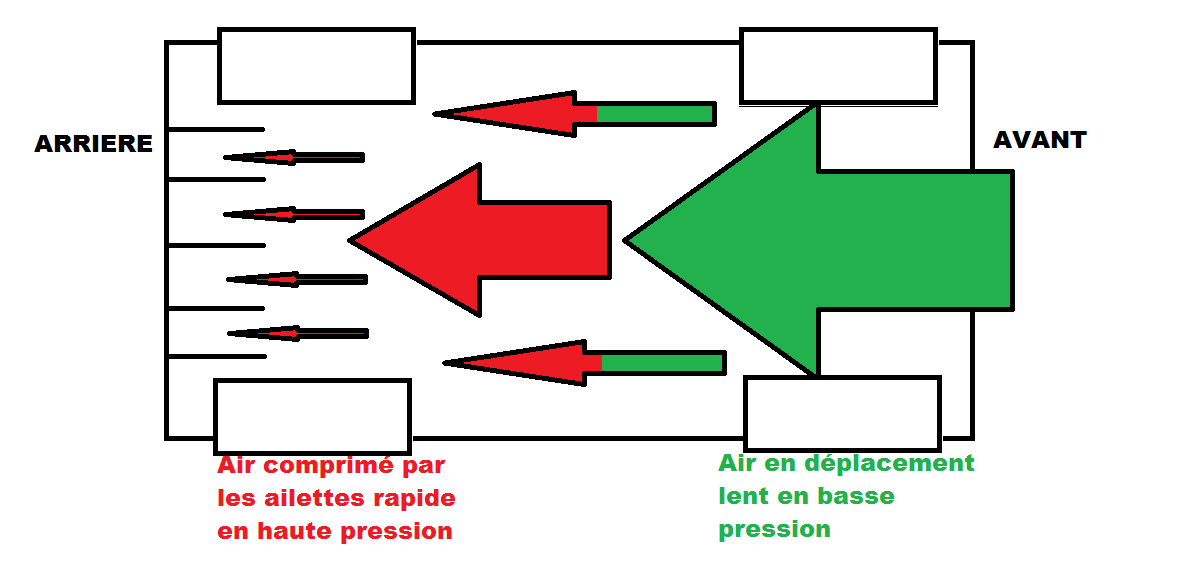
Aérodynamisme sous la caisse des véhicules de compétition

Le corps de l'Aerotech a été conçu par le personnel de conception de General Motors et était l'un des véhicules les plus lisses jamais développés pour usage sur voie rapide. La conception de l'Aerotech comprenait la possibilité d'ajuster les panneaux du dessous de caisse pour contrôler la distribution de la force d'appui aérodynamique, à l'avant à l'arrière. Oldsmobile a produit trois versions de l'Aerotech original pour prouver les capacités du moteur Quad 4 de l'entreprise. Deux étaient des versions à queue courte (ST) et une était à queue longue (LT).
Par la suite, entre le 7 et le 15 décembre 1992, une autre version de l'Aerotech, cette fois équipé du V8 de 4,0 litres de la Oldsmobile Aurora et cette fois équipé de feux, a cassé 47 records d'endurance, dont les records de vitesse mondiale de 10 000 et 25 000 km. D'autres relevés de vitesse nationaux et internationaux allant de 10 kilomètres à 24 heures ont été réalisés par une équipe de pilotes travaillant 24 heures sur 24 pendant 8 jours. Ces dossiers ont également été fixés à la piste d'essai de Fort Stockton.